# Diana Sorbello
Diana Sorbello (née le 27 juin 1979 à Bocholt) est une chanteuse allemande.

## Biographie
De 1998 à 2003, elle étudie à l'université de Münster la sociologie, la pédagogie et le droit civil et obtient une maîtrise.
En 1996, Diana est découverte par le chanteur du groupe Wind. Elle signe son premier contrat l'année suivante chez Koch International pour la sortie du titre Ich will zurück zu dir sous le nom de Diana. Elle participe avec le groupe allemand en 1998 au concours de sélection allemande pour l'Eurovision avec Lass die Herzen sich berühren. À l'été 1998, elle passe trois mois à Majorque et fait quelques prestations. En 1999, elle développe un projet appelé "di-to" pour Diana et Thomas. Depuis 2001, elle fait 30 à 40 shows par an dans des galas ou des discothèques, de 20 à 30 minutes, comprenant ses propres chansons et des reprises de chansons avec des accords du schlager et de la pop. En 2008, elle fait une reprise de Sarà perché ti amo de Ricchi e Poveri, Das ist, weil ich Dich liebe. Depuis 2010, Diana a pour producteur Hermann Niesig (producteur aussi notamment de Michael Wendler et Anika Zietlow), qui l'a faite signer chez EMI.
Par ailleurs, Diana Sorbello est aussi modèle. En 2002, elle est la mascotte de Bild pour la Coupe du monde de football. En 2004, elle est le nouveau visage de la publicité pour le cappuccino de Krüger, faisant un spot TV durant l'hiver 2004. Entre 2004 et 2006, elle apparaît quelques fois sur une page entière comme modèle et chroniqueuse dans Sport Bild. En 2006, elle pose pour l'édition allemande de Maxim et présente une collection exclusive à l'occasion de la coupe du monde de football de KiK (notamment le bikini-ballon).

## Discographie
Albums
- Bittersüß (2006)
- Heartbreak Hotel (2013, Best of Diana Sorbello)

Singles
- Spuren im Strand der Ewigkeit (2005)
- Wir schwenken die Fahnen (2006)
- Ich fange nie mehr was an einem Sonntag an (2006)
- Das ist weil ich dich liebe (Sara perche ti amo) (2008)
- Mamma Maria (2010)

## Source de la traduction
- (de) Cet article est partiellement ou en totalité issu de l’article de Wikipédia en allemand intitulé « Diana Sorbello » (voir la liste des auteurs).